# Campeonato Provincial de Segunda Categoría de Pichincha 2010
El Campeonato Provincial de Segunda Categoría de Pichincha 2010 es un torneo de fútbol en Ecuador en el cual compiten equipos de la Provincia de Pichincha. El torneo es organizado por Asociación de Fútbol No Amateur de Pichincha (AFNA) y avalado por la Federación Ecuatoriana de Fútbol. El torneo inició en marzo de 2010. Participan 9 clubes de fútbol.

## Equipos participantes
| Equipos participantes     | Equipos participantes | Equipos participantes                                                        |
| ------------------------- | --------------------- | ---------------------------------------------------------------------------- |
|                           |                       |                                                                              |
| Equipo                    | Ciudad                | Estadio                                                                      |
| América de Quito          | Quito                 | Estadio de la Liga Deportiva Cantonal de Pedro Moncayo                       |
| Aucas                     | Quito                 | Estadio de Sociedad Deportiva Aucas                                          |
| Chacarita                 | Sangolquí             | Estadio Rumiñahui de la Liga Deportiva Cantonal de Rumiñahui                 |
| Chile                     | Uyumbicho             | Estadio El Chan de la Liga Deportiva Cantonal de Mejía                       |
| Clan Juvenil              | Sangolquí             | Estadio Rumiñahui de la Liga Deportiva Cantonal de Rumiñahui                 |
| Cuniburo                  | Cayambe               | Estadio Olímpico Guillermo Albornoz de la Liga Deportiva Cantonal de Cayambe |
| JUPS                      | Tabacundo             | Estadio de la Liga Deportiva Cantonal de Pedro Moncayo                       |
| Real Sociedad             | Sangolquí             | Estadio Rumiñahui de la Liga Deportiva Cantonal de Rumiñahui                 |
| Universidad San Francisco | Cumbayá               | Estadio Francisco Reinoso de la Liga Deportiva Parroquial de Cumbayá         |

## Resultados

### Primera etapa

#### Clasificación
| Equipo | Equipo           | Pts | PJ | PG | PE | PP | GF | GC | Dif |
| ------ | ---------------- | --- | -- | -- | -- | -- | -- | -- | --- |
| 1º     | Aucas            | 35  | 16 | 11 | 2  | 3  | 36 | 16 | +20 |
| 2º     | Cuniburo         | 34  | 16 | 11 | 1  | 4  | 47 | 24 | +23 |
| 3º     | América de Quito | 31  | 16 | 9  | 4  | 3  | 26 | 17 | +9  |
| 4º     | Clan Juvenil     | 31  | 16 | 10 | 1  | 5  | 30 | 22 | +8  |
| 5º     | Real Sociedad    | 22  | 16 | 6  | 4  | 6  | 26 | 29 | +3  |
| 6º     | USFQ             | 17  | 16 | 5  | 2  | 9  | 23 | 33 | -10 |
| 7º     | Chacarita        | 14  | 16 | 3  | 5  | 8  | 30 | 41 | -11 |
| 8º     | Chile            | 13  | 16 | 4  | 1  | 11 | 26 | 38 | -12 |
| 9º     | JUPS             | 9   | 16 | 3  | 0  | 13 | 18 | 42 | -24 |

| L\V  | AME   | AUC   | CHA   | CHI   | CUN   | JUPS  | RSO   | CJU   | USF   |
| AME  |       | 2 - 2 | 3 - 2 | 1 - 0 | 2 - 2 | 1 - 0 | 4 - 1 | 2 - 0 | 1 - 0 |
| AUC  | 2 - 0 |       | 1 - 1 | 3 - 1 | 2 - 3 | 5 - 2 | 4 - 0 | 2 - 0 | 2 - 0 |
| CHA  | 1 - 1 | 3 - 4 |       | 4 - 4 | 3 - 5 | 1 - 0 | 2 - 2 | 1 - 3 | 2 - 1 |
| CHI  | 1 - 3 | 1 - 2 | 2 - 0 |       | 0 - 3 | 0 - 3 | 3 - 1 | 4 - 3 | 4 - 5 |
| CUN  | 1 - 0 | 1 - 0 | 7 - 2 | 1 - 0 |       | 5 - 1 | 1 - 2 | 3 - 2 | 8 - 1 |
| JUPS | 1 - 3 | 2 - 1 | 3 - 2 | 2 - 4 | 2 - 4 |       | 1 - 5 | 0 - 2 | 0 - 3 |
| RSO  | 1 - 1 | 0 - 1 | 4 - 4 | 2 - 1 | 2 - 1 | 1 - 0 |       | 0 - 1 | 3 - 2 |
| CJU  | 3 - 1 | 0 - 3 | 1 - 0 | 3 - 1 | 4 - 2 | 2 - 0 | 1 - 0 |       | 2 - 2 |
| USF  | 0 - 1 | 0 - 2 | 0 - 2 | 2 - 0 | 1 - 0 | 3 - 1 | 2 - 2 | 1 - 3 |       |

|  | Clasifica al Campeonato Zonal de la Segunda Categoría |
|  | Descendió a la Copa Pichincha.                        |